# Вало ди Нера
Вало ди Нера (итал. Vallo di Nera) је насеље у Италији у округу Перуђа, региону Умбрија.
Према процени из 2011. у насељу је живело 100 становника. Насеље се налази на надморској висини од 756 м.

## Становништво
| 1931. | 1936. | 1951. | 1961. | 1971. | 1981. | 1991. | 2001. | 2011. |
| ----- | ----- | ----- | ----- | ----- | ----- | ----- | ----- | ----- |
| 958   | 927   | 915   | 756   | 576   | 503   | 450   | 428   | 401   |